# Lebucailiti
Lebucailiti (Lebukailiti) ist eine osttimoresische Aldeia im Suco Vatuvou (Verwaltungsamt Maubara, Gemeinde Liquiçá). 2015 lebten in der Aldeia 340 Menschen.

## Geographie
Lebucailiti liegt im Südosten des Sucos Vatuvou. Nördlich liegt die Aldeia Vatu-Nau, nordwestlich die Aldeia Raeme, südwestlich die Aldeia Lissa-Ico und südlich die Aldeia Gariana. Im Osten grenzt Lebucailiti an das Verwaltungsamt Liquiçá mit seinen Sucos Hatuquessi und Leotala. Eine Straße führt durch den Osten der Aldeia. Sie verbindet die Aldeia mit der Gemeindehauptstadt Vila de Liquiçá im Norden und Gariana im Süden. Im Grenzgebiet zu Hatuquessi entspringt der Fluss Manobira, der zum System des Lóis gehört. Er folgt einem Teil der Grenze zum Verwaltungsamt Liquiçá nach Süden.
Die Besiedlung besteht aus weit verstreuten Häusern, vor allem im Norden und Osten. Das Zentrum des Hauptortes Lauclau befindet sich an der Straße im Osten. Der Sitz der Aldeia liegt etwas südlicher. Eines der Weiler im Nordwesten ist Hatunau.

## Politik
2023 wurde Arcanjo N. Imaculada zum Chefe de Aldeia gewählt.